# Trần Thái (Tam Quốc)
Trần Thái (chữ Hán: 陳泰; ?-260) là tướng nhà Tào Ngụy thời Tam Quốc trong lịch sử Trung Quốc.

## Thời trẻ
Trần Thái có tên tự là Huyền Bá (玄伯), là con đại thần Trần Quần – công thần khai quốc nhà Tào Ngụy. 
Thời Ngụy Minh Đế Tào Duệ, ông làm Tán kỵ Thị lang.

## Chống Thục
Sang thời Tào Phương, ông được đổi sang làm Kích tướng quân, thứ sử Tinh châu, thêm chức Chấn uy tướng quân, được cầm cờ tiết, lĩnh chức hộ Hung Nô Trung lang tướng. Khi tiếp xúc với người Hung Nô, Trần Thái dùng thái độ mềm dẻo đối xử với họ và rất có uy tín và tỏ ra liêm khiết.
Sau đó, Trần Thái được cử thay Quách Hoài làm Thứ sử Ung châu (Hoài được phong làm Chinh tây tướng quân), thêm chức Phấn uy tướng quân. Năm 247, Đại tướng quân nước Thục là Khương Duy xuất binh men lối Khúc Sơn đắp hai toà thành, sai Nha môn tướng là Câu An, Lý Hâm cố thủ ở đó, lại hẹn người Khương Hồ ước cùng vào đánh phá các quận quanh đó.
Chinh tây tướng quân Quách Hoài cùng với Trần Thái bàn kế chống giữ. Ông bàn với Quách Hoài:
"Khúc thành tuy vững chắc, nhưng đường từ Thục đến đó xa xôi hiểm trở, việc vận lương tất chậm trễ. Quân rợ Khương sợ Duy khó khăn việc lao dịch, ắt chưa dễ giúp đỡ hết lòng. Nay ta cần vây hãm quân ấy, có thể không cần phải hết sức phá thành; dẫu họ có quân cứu viện, nhưng đường núi hiểm trở, đâu dễ hành binh như trên đất bằng được".
Quách Hoài theo kế của Trần Thái, sai ông lĩnh binh vây đánh quân Thục. Hộ quân Từ Chất, Thái thú Nam An là Đặng Ngải cùng tiến binh vây hãm Khúc thành, cắt đứt đường lấy nước. Bọn Câu An phải ra đánh, Đặng Ngải không ứng chiến, quân Thục khốn quẫn, bốc tuyết nấu ăn cho qua ngày tháng chờ cứu viện.
Khương Duy quả nhiên dẫn quân đến cứu giúp, tiến binh ra hướng núi Ngưu Đầu, cùng với Trần Thái đối trận. Trần Thái bàn với các tướng chủ trương chặn giữ ở núi Ngưu Đầu để Khương Duy không thể tiến lên, rồi lệnh cho các tướng cố sức giữ chắc thành luỹ không được giao chiến, lại phái sứ đến báo với Quách Hoài, muốn từ phía Nam vượt qua Bạch Thủy, men sông tiến về hướng Đông, đề nghị Quách Hoài đến thẳng núi Ngưu Đầu, cắt đứt đường về của quân Thục, có thể bắt được Khương Duy.
Quách Hoài khen kế ấy, dẫn ba quân đến Thao Thủy. Khương Duy lo lắng, phải bỏ chạy. Các tướng Thục là Cẩu An, Lý Hâm cô thế, bèn ra hàng.
Năm 255, Quách Hoài chết, Trần Thái được cử lên thay làm Chinh tây tướng quân, được ban giả tiết, kiêm quản mọi việc quân sự ở Ung châu và Lương châu.
Năm 256, Khương Duy lại dẫn quân Thục vào đánh Ngụy. Thứ sử Ung châu là Vương Kinh báo cáo với Trần Thái rằng, Khương Duy và Hạ Hầu Bá sắp chia quân làm ba đạo nhằm các hướng Kỳ Sơn, Thạch Doanh, Kim Thành, đề nghị ông xin tiến binh làm vây cánh và điều quân ở Lương châu tiến đến Bào Hãn đánh vào quân Thục để giảm áp lực cho quân ở Kỳ Sơn. Trần Thái liệu thế địch thấy không thể đương nổi cả ba đường, bèn nói với Vương Kinh nên cân nhắc kỹ phương án điều quân.
Bấy giờ Khương Duy dẫn mấy vạn quân tiến đến Bào Hãn, nhằm hướng Địch Đạo. Trần Thái lệnh cho Vương Kinh tiến lên đóng quân ở Địch Đạo, đợi quân các nơi đến đủ, sẽ tuỳ cơ đánh giữ; còn Trần Thái tiến quân đến Trần Thương. Vương Kinh lại thống lĩnh ba quân tiến đến Cố Quan cùng với quân Thục giao chiến, bị Khương Duy đánh bại. Vương Kinh vội chạy về Thao Thủy.
Trần Thái thấy Vương Kinh không chiếm đóng Địch Đạo, sợ có biến, bèn sai đóng năm dinh quân ngay trước trận, ông đốc ba quân đóng ở phía sau. Vương Kinh cùng Duy đại chiến ở Thao Thủy, bị thua lớn, mới dẫn hơn vạn quân lui về giữ thành Địch Đạo, binh sĩ còn lại đều thua chạy tan tác. Khương Duy thừa thắng vây hãm Địch Đạo. Trần Thái đóng quân ở Thượng Nhai, chia binh đóng giữ nơi hiểm yếu, sớm tối canh giữ nghiêm ngặt. Sau đó Đặng Ngải, Hồ Phấn, Vương Bí cũng đến nơi, Trần Thái liền cùng với Đặng Ngải, Vương Bí chia quân làm ba đạo, tiến đến Lũng Tây.
Bấy giờ lương trong thành Địch Đạo của Vương Kinh còn không đầy 10 ngày. Trần Thái chủ trương gấp rút tiến lên đánh quân Thục để bẻ gãy nhuệ khí thắng trận và ngăn chặn Khương Duy chiếm Địch Đạo, nếu để lâu ngày Địch Đạo mất, quân Thục sẽ thừa cơ chiếm vùng Quan Lũng; ông đề nghị nhân lúc quân Ngụy đóng ở trên cao chỉ cần dàn binh ở núi Hạng Lĩnh, thì không cần đánh quân Thục ắt phải bỏ chạy.
Rồi ông ngầm tiến quân đến núi Hạng Lĩnh, ngay trong đêm đến phía Đông Nam thành Địch Đạo đóng quân trên đỉnh núi, sai đốt lửa làm hiệu, ngày thì thúc trống. Tướng sĩ trong thành Địch Đạo thấy quân cứu viện đã đến, đều lấy làm phấn chấn. Khương Duy cho rằng cứu binh còn đang tụ tập bèn phát động tấn công, sĩ tốt nghe tin địch đến, ngờ rằng đóng quân lại ắt có biến, trên dưới đều kinh hoảng. Trần Thái bèn dẫn quân tiến binh đến Lũng Tây, nhân thấy đường núi hiểm trở, cho rằng địch tất đặt phục binh ở đó. Vì thế ông liền rẽ về con đường phía Nam, quả nhiên Khương Duy đặt quân mai phục binh ở đó đã 3 ngày.
Bởi việc hành quân được suôn xẻ, sĩ tốt tiến được xuống phía Nam như dự định. Khương Duy thấy thế liền vượt núi đuổi theo. Trần Thái cùng Khương Duy giao chiến, Khương Duy gặp bất lợi phải lui binh. Quân Ngụy ở Lương châu cũng vừa tới phía nam Kim Thành chiếm giữ nơi sườn núi. Trần Thái mật hẹn với Vương Kinh, cùng tiến binh ra đường lớn. Khương Duy được tin, bèn bỏ chạy, tướng sĩ trong thành Địch Đạo được giải vây.
Trần Thái uý lạo tướng sĩ, lại đổi quân khác trấn giữ thành trì, sửa sang chiến luỹ, rồi lui binh đóng giữ Thượng Nhai. Quyền thần Tư Mã Chiêu nghe tin rất ca ngợi ông.

## Trung thần nhà Ngụy
Sau này Trần Thái được vời về làm Thượng thư hữu Phó xạ, thêm Thị trung Quang lộc đại phu. Đại tướng nước Ngô là Tôn Tuấn mang quân tấn công vùng Hoài Tứ. Nhà Ngụy lấy Trần Thái làm Trấn quân tướng quân, ban cho Giả tiết đô đốc mọi việc quân sự ở Hoài Bắc, cho phép ông được điều động toàn bộ quân lính ở Từ Châu. Tôn Tuấn lui binh, Trần Thái cũng rút quân kéo về, được chuyển làm tả Phó xạ.
Năm 257, Gia Cát Đản khởi binh chống Tư Mã Chiêu ở Thọ Xuân, Tư Mã Chiêu đốc xuất 6 lộ quân đóng ở Khâu Đầu, Trần Thái được xếp đứng đầu một lộ, sang năm 258 thì dẹp được Gia Cát Đản.
Năm 260, Trần Thái qua đời. Tam quốc chí không chép rõ về cái chết của ông. Theo các sách Tấn Kỷ và Ngụy thị Xuân thu, cái chết của ông gắn với sự kiện vua Ngụy Tào Mao bị giết.
Tào Mao phản đối sự chuyên quyền của Tư Mã Chiêu, mang quân cận vệ đánh vào phủ Tư Mã Chiêu, nhưng bị thuộc hạ của Chiêu là Giả Sung sai Thành Tốt đâm chết. Trần Thái cùng Thái phó Tư Mã Phu vào cung, gối đầu vào đùi thi thể của Tào Mao, khóc lóc rất bi thương. Các con em bên nội, ngoại của Trần Thái đều bị bắt buộc phải vào triều. Sau đó Tư Mã Chiêu cũng đến khóc trước thi thể Tào Mao rồi hỏi Trần Thái nên xử lý ra sao việc vua Ngụy bị giết. Trần Thái đề nghị Tư Mã Chiêu phải giết Giả Sung để tạ lỗi với thiên hạ. Nhưng vì Giả Sung là thủ hạ đắc lực của họ Tư Mã nên Tư Mã Chiêu không nghe theo ông, chỉ tuyên bố giáng chức của Giả Sung xuống một bậc và đề nghị ông nghĩ cách đẩy trách nhiệm sang cho một người khác. Trần Thái không đồng tình, nhất định đòi trị tội Giả Sung, nhưng Tư Mã Chiêu không nghe theo, chỉ giáng chức Giả Sung và bắt Thành Tốt là người trực tiếp ra tay với Tào Mao ra xử tử. Trần Thái phẫn uất thổ huyết mà qua đời.
Không rõ khi đó Trần Thái bao nhiêu tuổi. Ông được truy tặng chức Tư không, thuỵ hiệu là Mục hầu.

## Chức danh và chức vụ từng nắm giữ
- Tán Kỵ Đãi Lang (散騎待郎)
- Dĩnh Âm Hầu (潁陰侯) - thừa kế từ người cha Trần Quần
- Du Kích Tướng Quân (游擊將軍)
- Bình Châu Thứ Sử (并州刺史)
- Chấn Uy Tướng Quân (振威將軍)
- Thừa Tướng Đông Tây Tào Duyện (丞相東西曹掾)
- Hộ Hung Nô Trung Lang Tướng (護匈奴中郎將)
- Thượng thư (尚書)
- Ung Châu Thứ Sử (雍州刺史)
- Phấn Uy Tướng Quân (奮威將軍)
- Chinh Tây Tướng Quân (征西將軍)
- Thượng thư Hữu Bộc Xạ (尚書右僕射)
- Thị Trung Quang Lộc Đại Phu (侍中光祿大夫)
- Trấn Quân Tướng Quân
- Tả Bộc Xạ (左僕射)

Trần Thái được truy phong 2 chức danh sau khi ông mất:
- Tư Không (司空)
- Mục Hầu (穆侯)

## Trong Tam Quốc diễn nghĩa
Trong tiểu thuyết Tam Quốc diễn nghĩa của La Quán Trung, Trần Thái được mô tả gần sát với sử sách. Ông chiến đấu bên cạnh Quách Hoài và Đặng Ngải trong việc bảo vệ lãnh thổ phía tây của Tào Ngụy trước những cuộc tấn công của Khương Duy từ Thục Hán. Vai trò của Trần Thái không được mô tả nổi bật như Đặng Ngải. Trần Thái xuất hiện trong sự kiện cuối cùng là việc khóc Tào Mao và đòi trị tội Giả Sung.